# Echo 1A
Echo 1A (Echo 1) – amerykański pasywny satelita łącznościowy. Drugi, po Echo 1, ale tym razem udany, eksperyment NASA z dziedziny telekomunikacji satelitarnej. Metalizowany balon o średnicy 30 m, odbijający sygnały radiowe w celu badania atmosfery (wyznaczenie gęstości powietrza na znacznych wysokościach) i eksperymentów z zakresu nawigacji. Po raz pierwszy systematycznie wyznaczono gęstość powietrza na wysokości od 650 do 1500 km. Na wysokości 1500 km okazało się, że wynosi ona 1,1*10−18 g/cm³. Echo 1A był widzialny z Ziemi nieuzbrojonym okiem (0,4 do 1m).
Mimo że idea pasywnej komunikacji satelitarnej została zarzucona, eksperymenty z balonami serii Echo przyniosły wiele cennych doświadczeń w zakresie śledzenia obiektów w przestrzeni kosmicznej. Statek zademonstrował możliwość przekazywania transkontynentalnych i interkontynentalnych rozmów telefonicznych, sygnałów radiowych i telewizyjnych, w pasmie mikrofal.
Istnieją też opinie, że satelity Echo (również Echo 1A i Echo 2) miały służyć także celom militarnym, jako astronomiczny punkt odniesienia dla precyzyjnego wyznaczenia położenia geograficznego Moskwy. Te precyzyjne pomiary miały rzekomo być wykorzystane do wycelowania rakiet balistycznych.

## Budowa i działanie
Satelita został wyprodukowany przez przedsiębiorstwa Sheldahl i Grumman dla Langley Research Center, ośrodka NASA. Powłoka balonu Echo 1A była wykonana ze sztucznego tworzywa Mylar o grubości 12,7 nm. Powłoka ta została pokryta warstwą aluminium (glinu) grubości 0,2 nm o łącznej masie tylko 2 kg, dzięki czemu zdolność odbijania promieniowania wynosiła aż 98%. Cały balon miał masę 62 kg. Przy starcie był on złożony w pojemniku magnezowym o średnicy 67 cm, który po wejściu na orbitę został rozsadzony wyzwalając ładunek. Wkrótce potem powłoka balonu rozwinęła się dzięki zawartym we wnętrzu resztkom powietrza, a następnie na skutek wyparowania 5 kg kwasu benzoesowego i 9 kg antrachinonu. Ciśnienie wewnątrz powłoki wynosiło zaledwie 3x10−6 atmosfery, wystarczyło jednak dla nadania balonowi kształtu kuli. Kształt ten był niestety nietrwały. Dziurawienie powłoki przez mikrometeoryty powodowało powolne ulatnianie się gazów. Poza tym przy każdorazowym wejściu w cień Ziemi w ciągu kilku minut temperatura balonu spadała ze 115 do –62 °C, powodując przejście zawartych w niej par organicznych w stan stały. Przez to na powierzchni satelity powstawały fałdy i wklęśnięcia. Energię elektryczną zapewniało 70 ogniw słonecznych ładujących 5 akumulatorów NiCd. Na potrzeby telemetrii używano nadajnika radiowego na częstotliwości 107,9 MHz. W początkowym okresie satelita był stale w zasięgu promieni Słońca, od 22 sierpnia zaczął wchodzić w cień Ziemi przy każdym okrążeniu. Najdłuższy okres „nocy” wypadł w grudniu 1960 roku (30 minut przy każdym okrążeniu). Następnie czasookres ten znowu uległ skróceniu. Dnia 10 września umilkły wysyłane nieprzerwanie sygnały satelity. Odbierane były tylko sygnały w okresie, gdy satelita znajdował się poza cieniem Ziemi. Oznaczało to wyczerpanie baterii chemicznych, funkcjonowały już tylko baterie słoneczne.
Odbijane sygnały miały mieć częstotliwość 960 i 2390 MHz.